# Friedrich Maurer
Friedrich „Fritz” Maurer (Bécs, 1912. június 18. – Bécs, 1958. július 10.) olimpiai ezüstérmes osztrák kézilabdázó.
Részt vett az 1936. évi nyári olimpiai játékokon, amit Berlinben rendeztek. A kézilabdatornán játszott, és az osztrák válogatott tagjaként ezüstérmes lett.